# ヴィクトリア女王のウェディングドレス

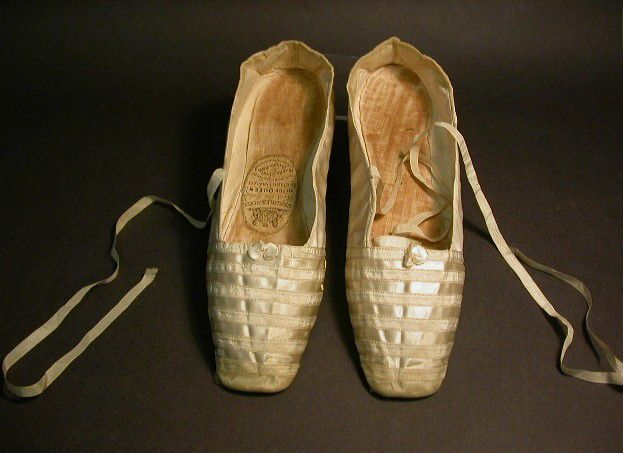
ヴィクトリア女王が結婚式に着用した白いサテン製の靴

ヴィクトリア女王のウェディングドレス（ヴィクトリアじょおうのウェディングドレス）では、イギリス女王ヴィクトリアが、1840年2月10日のアルバート公との結婚式（en）に着用したウェディングドレスについて述べる。ヴィクトリア女王は、当時はウェディングドレスとしては使用されることが稀であった白をドレスの色に選んだ。ドレスは厚みのあるシルクサテン製でホニトンレースを使用した。ヴィクトリア女王がホニトンレースをウェディングドレスに採用したことは、ホニトンレースの産地であるデヴォンのレース産業にとって強力な後ろ盾となった、ヴィクトリア女王が白いウェディングドレスを着用したことが花嫁衣装に白を使う伝統の始まりとされているが、王族の中で初めて白いウェディングドレスを着たのがヴィクトリア女王という訳ではない。

## デザイン
レースは官立デザイン学校 (現在の ロイヤル・カレッジ・オブ・アート)校長だったウィリアム・ダイスがデザインし、メアリー・ベットン Mary Bettans が制作したドレスに縫い付けられた。
無地のクリーム色のサテンのドレスは、東ロンドンの スピタルフィールズで織られ、 デヴォンのホニトンと ビアで作られたハンドメイドの幅の広いボビンレースのひだ飾りと細い縁どりレースで飾られていた。 女王のこの選択はイギリス産業、とりわけレースのコテージ・インダストリー を支援しようと意図してのことだった。 手織りのボビンレースのモチーフは 木綿のマシン製のネットにアプリケされた。 ドレスには豊かさ、多産のシンボルであるオレンジの花も飾り付けられ、またヴィクトリア女王がティアラの代わりにヴェールの上に被った花輪もオレンジの花で作られていた。ドレスと揃いのベールは、長さ4ヤード (3.7 m)、幅0.75ヤード (0.69 m)であった。身につけていた宝飾品は、ダイヤモンドのイヤリングとネックレス、そしてアルバート公が贈ったサファイヤのブローチだった。靴はドレスの色に揃えて白であった。ドレスのトレーンの長さは 18フィート (5.5 m)で、ブライズメイドが裾を持った。
ヴィクトリア女王自身は日記の中で、ドレスについて「私は幅の広いホニトンレースのひだ飾りのついた白いサテンのドレスを着た。レースは古いレースのデザインを模倣したものだった。アクセサリーは「トルコのダイヤモンド」（トルコのスルターン に贈られたダイヤモンドで作られた）のネックレスとイアリング、それに最愛のアルバートから贈られた美しいサファイアのブローチだった」と書いている。

## 結婚式後

### 再現写真、肖像画
1840年当時、写真術は既に存在していたが、その技術はまだ十分発達してはいなかった。ロジャー・フェントンが1854年5月11日に撮影したヴィクトリア女王とアルバート公の写真は、結婚衣装と同じ衣裳に見えるため、しばしば結婚写真であるとか、その再現写真だと言われてきた。  しかし、ロイヤル・コレクションは、この写真は、ヴィクトリア女王を妻や母としてよりむしろ女王として示すために撮影された初めての写真であり、ヴィクトリア女王もアルバート公も、結婚衣装ではなく宮廷用のドレスやユニフォームを着用している、と上記の見方に異議を唱えている。
1847年、アルバート公への結婚記念日の贈り物として、女王はフランツ・ヴィンターハルターに注文して、ウェディングドレスを着た肖像画を描かせた。 この肖像画はジョン・ハスレム（John Haslem）によって写され、エナメル製のミニチュア肖像画が制作された。

### ヴィクトリア女王のウェディング・レース
ヴィクトリア女王は、アルバート・エドワード（後のエドワード7世）に続く子女の幼児洗礼の時着せる洗礼服を作らせるためデヴォンのレース職人を再訪した。 ヴィクトリア女王が作らせたこの洗礼服は、2008年、ジェームズ (セヴァーン子爵)の洗礼の時レプリカが作られ、初めて使用されるまでの150年余りの間、後に続くイギリス王室の子女全員が着用した。 ホニトンの産業を支援する証として、ヴィクトリア女王はホニトンレースを自分自身や子女の衣装に使うことに加えて、娘たちのウェディングドレスにもホニトンレースを使うことを要求した。ヴィクトリア女王はドレスにウェディングのレースを縫いつけて利用した。アルバート・エドワードの洗礼の時はガーター・ローブを着用したが、この時を除く子供たちの洗礼式にウェディングレースのドレスを着用した。 女王はまた、ウェディングレースのドレスを子どもたち２人、すなわち1858年の長女ヴィクトリアと1882年の四男、レオポルド (オールバニ公)の結婚式にも着ている。 一番下の娘ベアトリス王女は1855年の結婚式でヴィクトリア女王のウェディングドレスの着用を許された。 ヴィクトリア女王は1893年、孫のジョージ5世 (イギリス王)とメアリー・オブ・テックの結婚式にもレースを着用し、 また、1897年、女王在位60周年の公式写真にも着用した姿が納められている。  ヴィクトリア女王が死去した時、女王は顔をベールで覆って埋葬された。 ドレスはケンジントン宮殿に保管、展示されてきたが、2012年、保管庫から出すには弱りすぎていると発表された。

## 影響
白い花嫁衣装はファッションに敏感な当時の富裕層の花嫁たちにすぐに取り入れられた。『ゴーディズ・レディズ・ブック』 Godey's Lady's Bookはヴィクトリア女王の結婚式からの約10年後、ヴィクトリア女王の結婚以前では、白いウェディングドレスは稀にしか選ばれなかったにもかかわらず「素材は何であるにせよ花嫁が白を着る慣例はすぐに確立された。それは少女時代の純粋さ、無垢、そして、結婚する相手として選ばれた一人にだけ与える穢れ無き心の象徴なのである」と評している。。
2011年のウィリアム王子とキャサリン・ミドルトンの婚礼以来、キャサリン・ミドルトンのウェディングドレスとヴィクトリア女王のウェディングドレスが比較して語られることが多い。